# Cyperus dentatus
Cyperus dentatus är en halvgräsart som beskrevs av John Torrey. Cyperus dentatus ingår i släktet papyrusar, och familjen halvgräs. Inga underarter finns listade i Catalogue of Life.